# المنظمة الدولية للطيران التشبيهي

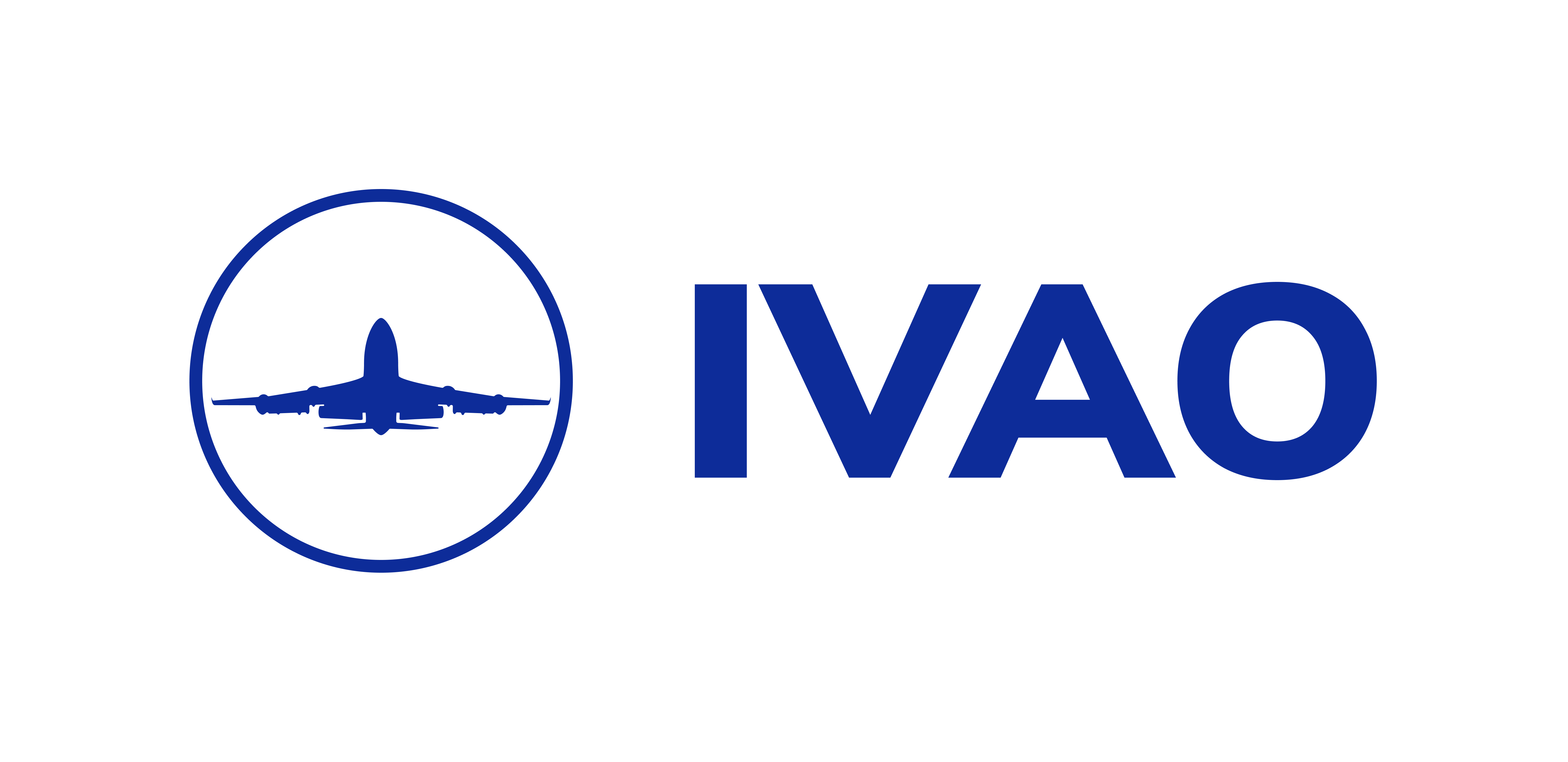
شعار المنظمة

المنظمة الدولية للطيران التشبيهي (IVAO)  هي منظمة افتراضية عالمية غير ربحية تعليمية بإسلوب الترفيه تسعى لجمع هواة الطيران والمراقبة الجوية من كافة دول العالم، والهدف هو المتعة ومحاكاة أجواء الطيران الواقعية ومعرفة كل ما يتعلق بعلوم الطيران من خلال مناهج مطبقة في منظمات IATA و ICAO.
للدخول إلى الشبكة وممارسة هوايتك كطيار كل ما عليك هو امتلاك جهاز كمبيوتر واتصال بشبكة الإنترنت بالإضافة إلى تثبيت محاكى للطيران مثل محاكى ميكروسوفت MicroSoft flight simulator  أو xplane، وتثبيت البرنامج الخاص بالاتصال بالشبكة وهو عباره عن إضافة يتم تثبيتها مع محاكى الطيران وتسمي ivap أو x-ivap وهي إضافة مجانيه.
أما للمارسه هوايتك كمراقب جوي فيجب تثبيت برنامج المراقبة الجوية الخاص بالمنظمة ويسمي ivac وهو أيضا مجانى بالإضافة إلى ملف القطاع الجوى الذي تود المراقبة فيه.

## نظرة عــامة
(IVAO) و بأكثر من من 143.000 عضو مسجل (23,400 عضو نشط خلال آخر 3 شهور) تعد إحدى أكبر منظمات الطيران التشبيهي بل وثانيها ضخامة ًعلى الإطلاق.

## الدول النشطة
تقسم المنظمة المجال الجوي فوق الكره الأرضية إلى أقسام بحيث تتحكم كل دوله في قسم أو عدة أقسام والتي تعتبر المجال الجوى الخاص بهذه الدولة كما هو موجود في العالم الحقيقي، وتقوم المنظمة بقبول الدولة كعضو نشط في المنظمة بعد استيفاء الشروط وعدد الأعضاء الناشطين لهذه الدولة حيث يصبح لها قسم بالمنظمة يشرف عليه مدير ومجموعه إداريه ويوجد بالمنظمة الآن عدد 56 قسم فعال وهي:
الأردن - الجزائر - الأرجنتين - إيروبا - أستراليا - النمسا - بيلاروسيا - بلجيكا - البرازيل - بلغاريا - كندا - شيلى - الصين - كولومبيا - التشيك - الدنمارك - الدومنيكان - مـصــر - فنلندا - فرنسا - بولينيزيا الفرنسية - ألمانيا - اليونان - المجر - الهند - أندونيسا - إيران - أيرلندا - إسرائيل - إيطاليا - الكويت - المكسيك - المغرب - هولندا - جزر الأنتيل - كيليدونيا الجديدة - البرتغال - رومانيا - روسيا -السودان- السعودية - السنغال - سلوفيكيا - جنوب أفريقيا - إسبانيا - السويد - سويسرا - سوريا - تايلاند - تونس - تركيا - أوكرانيا - الإمارات العربية المتحدة - المملكة المتحدة - الولايات المتحدة الأمريكية - فنزويلا
بالإضافة للدول السابقة التي تملك أقسام نشطه بالمنظمة فيوجد أيضا عدد 7 دول تملك مجالات جويه نشطه ولكنها لم تصبح بعد أقسام رسميه وذلك لعدم إستكمالها كل شروط إنشاء قسم جديد وهذه الدول هي
النرويج - ليتوانيا -كرواتيا - صربيا - كوبا - نيوزيلندا